# طيرمانة

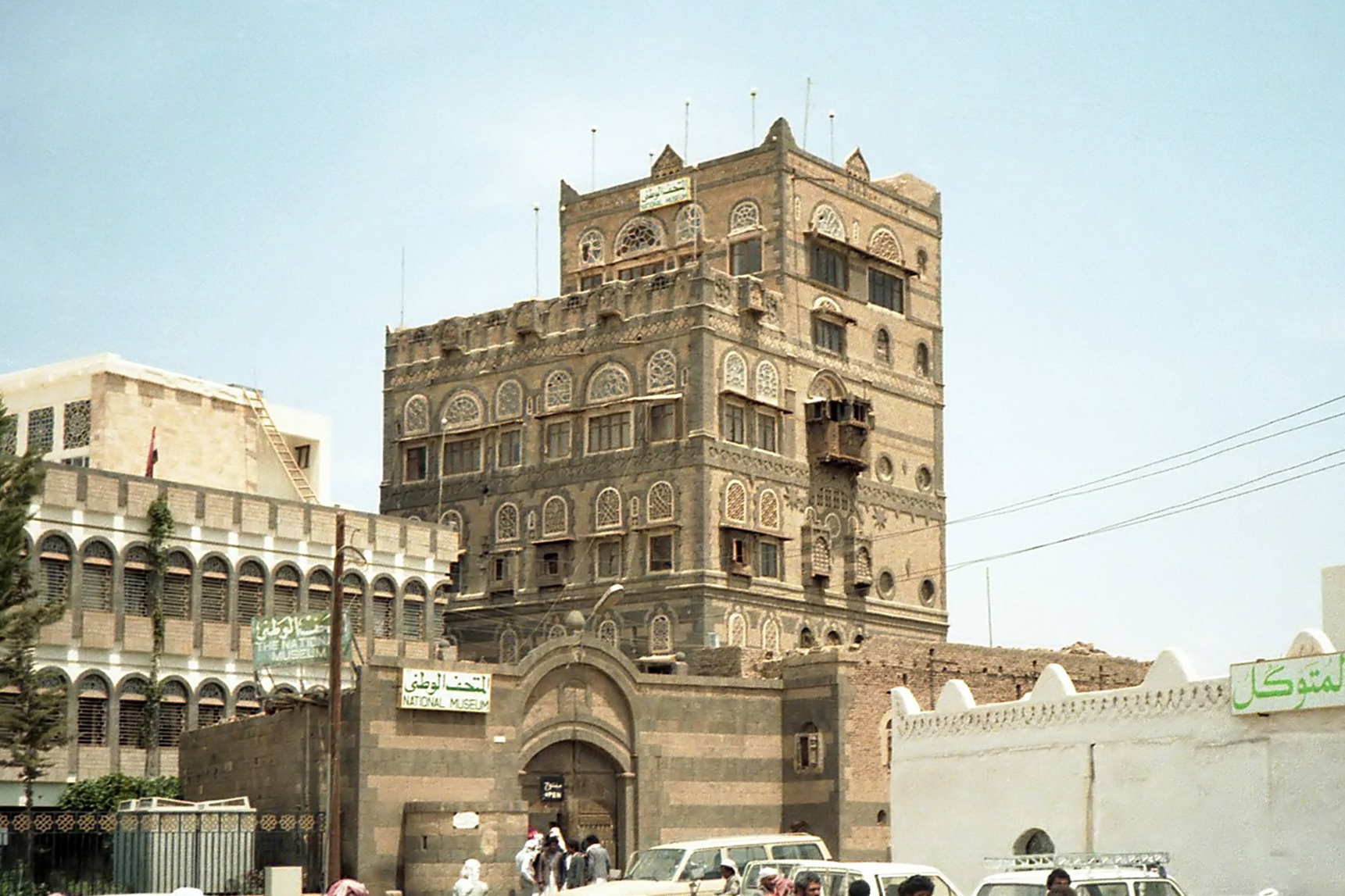
مبنى متحف صنعاء ويتضمن طيرمانة في أعلاه

الطيرمانة أو غرفة المزاج (بالإنجليزية: Tairamana)‏ هي غُرف صغيرة تتوسط أسطح المنازل المرتفعة في اليمن وخاصة صنعاء.
وأصل تسميتها بالطيرمانة قد يعود إلى ارتفاع المكان حيث أنه يحتمل كونه مصطلحاً فارسياً معناه طير نامه أي أماكن الطيور الآمنة.